# Hamad Međedović
Hamad Međedović (* 18. Juli 2003 in Novi Pazar) ist ein serbischer Tennisspieler.

## Karriere
Međedović spielte bis 2021 auf der ITF Junior Tour. Dort konnte er mit Rang 9 in der Jugend-Rangliste erreichen. Sein bestes Abschneiden bei einem Grand-Slam-Turnier gelang ihm im Einzel 2020 bei den French Open sowie im French Open 2020/Juniorendoppel im selben Jahr. Zudem gewann er das Jugendturnier der Kategorie G1 in Berlin.

### 2021–2023: ATP-Debüt und Challenger-Titel
Bei den Profis spielte Međedović ab 2021, davor hatte er lediglich an drei Turnieren teilgenommen. Auf der drittklassigen ITF Future Tour konnte er in diesem Jahr zwei Halbfinals erreichen. Außerdem gab er in Belgrad seine Premiere auf der ATP Challenger Tour, wo er gegen die Nummer 155 der Welt, Oscar Otte, gewann und dann in der zweiten Runde ausschied. Einen Monat später gab er in Belgrad sein Debüt auf der ATP Tour, wo er Alex Molčan unterlag. Bei beiden Turnieren hatte er zuvor eine Wildcard zuerkannt bekommen. Im Doppel nahm er mit gleichem Resultat ebenfalls. Im selben Jahr gewann er noch seinen ersten Future-Titel.
In Lüdenscheid erreichte Međedović 2022 als Qualifikant das Finale und schaltete dabei sowohl den an Nummer vier gesetzten Marco Cecchinato als auch den topgesetzten Nicolás Jarry aus. Im Finale besiegte er Zhang Zhizhen in weniger als einer Stunde und gewann damit seinen ersten Challenger-Titel.
Im Februar 2023 feierte Međedović seinen ersten auf der ATP Tour, als er bei seinem Debüt im Davis Cup Viktor Durasovic im Spiel gegen Norwegen besiegte, das Serbien mit 4:0 gewann. Im März gewann Međedović in Székesfehérvár seinen zweiten Challenger-Titel, nachdem er Nino Serdarušić im Finale besiegt hatte. Infolgedessen kletterte er am 20. März 2023 als Nummer 192 der Weltrangliste in die Top 200. Im Mai erreichte er ein neues Karrierehoch nach seinem dritten Challenger-Titel in Mauthausen, wo er drei Österreicher besiegte, darunter den ehemaligen Weltranglistendritten und Topgesetzten Dominic Thiem im Halbfinale und den an Nummer fünf gesetzten Filip Misolic im Finale.
Im Mai gab Međedović sein Grand-Slam-Debüt bei den French Open, wo er sich mit Siegen über Iwan Gachow, Juan Manuel Cerúndolo und Jesper de Jong für das Hauptfeld qualifizierte. Er verlor in der ersten Runde gegen Marcos Giron. Einen Monat später gab er sein Debüt in Wimbledon, wo er sich qualifizierte und in der ersten Runde des Hauptfeldes gegen Christopher O’Connell verlor. Als Qualifikant mit der Nummer 183 erreichte er bei den Swiss Open Gstaad sein erstes ATP-Halbfinale. Er schlug Zhang Zhizhen in der ersten Runde, Dominic Thiem in der zweiten Runde und den an Nummer vier gesetzten Yannick Hanfmann im Viertelfinale. Im Halbfinale verlor er gegen den späteren Sieger Pedro Cachín. Im August scheiterte er in der ersten Runde der Qualifikation zu den US Open in drei Sätzen gegen Borna Gojo. Im September gewann er seinen vierten Challenger-Titel, indem er in Mallorca Harold Mayot im Finale besiegte. Dadurch rückte er am 11. September 2023 in die Top 125 auf.
Er erhielt eine Wildcard für die Astana Open, wo er mit Siegen über den an Nummer sieben gesetzten Laslo Đere in der ersten Runde und den an Nummer zwei gesetzten Alexander Schewtschenko in der zweiten Runde das Viertelfinale erreichte. Anschließend besiegte er den an Nummer vier gesetzten Jiří Lehečka und erreichte damit sein zweites Halbfinale der ATP Tour. Im Dort unterlag er dem an Nummer fünf gesetzten Sebastian Korda in drei Sätzen, die jeweils im Tie-Break entschieden wurden. Im November qualifizierte er sich für die Next Gen Finals und gewann den Titel, nachdem er in allen fünf Matches ungeschlagen blieb. Im Finale besiegte er den an Nummer eins gesetzten Arthur Fils und wurde damit als Nummer 110 der Weltrangliste der am niedrigsten notierte Champion der Turniergeschichte.

### 2024: Masters-Debüt, erstes ATP-Finale
In Madrid gab er im April 2024 sein Debüt bei einem ATP Tour Masters 1000, nachdem er sich für das Hauptfeld qualifiziert hatte. Er errang seinen ersten Sieg auf diesem Niveau gegen Aleksandar Kovacevic. Beim nächsten Masters in Rom erreichte er zum ersten Mal die dritte Runde und besiegte Alexei Popyrin und den an Nummer 30 gesetzten Alejandro Davidovich Fokina, verlor aber gegen den an Nummer 2 gesetzten Daniil Medwedew. Er qualifizierte sich für das Hauptfeld der French Open, verlor aber erneut in der ersten Runde.
Bei den Belgrade Open 2024, für die er eine Wildcard erhalten hatte, erreichte er mit Siegen über den an Nummer drei gesetzten Francisco Cerúndolo und seinem Landsmann Laslo Đere sein erstes Finale, das er gegen Denis Shapovalov verlor.

### 2025: Debüt in den Top 100, erster Sieg gegen Top-10-Spieler, zweites ATP-Tour-Finale
Nach dem Gewinn seines fünften Challenger-Turniers im Januar in Oeiras erreichte Međedović als Nummer 98 erstmals die Top 100 der Weltrangliste.
Im Februar erreichte Međedović sein zweites ATP-Finale in Marseille, Frankreich. Im Finale musste er sich dem Franzosen Ugo Humbert geschlagen geben, nachdem er im Halbfinale den Weltranglistenachten Medwedew besiegt und damit den ersten Sieg seiner Karriere gegen einen Top-10-Spieler errungen hatte. Damit sprang er bis auf Platz 73 der Welt.

## Erfolge
| Legende (Anzahl der Siege)                |
| Grand Slam                                |
| ATP Finals Next Generation ATP Finals (1) |
| ATP Tour Masters 1000                     |
| ATP Tour 500                              |
| ATP Tour 250                              |
| ATP Challenger Tour (5)                   |

| ATP-Titel nach Belag |
| Hartplatz (1)        |
| Sand (0)             |
| Rasen (0)            |

### Einzel

#### Turniersiege

##### Next Generation ATP Finals
| Nr. | Datum            | Turnier  | Belag         | Finalgegner | Ergebnis                  |
| --- | ---------------- | -------- | ------------- | ----------- | ------------------------- |
| 1.  | 2. Dezember 2023 | Dschidda | Hartplatz (i) | Arthur Fils | 3:46, 4:1, 4:2, 3:49, 4:1 |

##### ATP Challenger Tour
| Nr. | Datum             | Turnier        | Belag         | Finalgegner     | Ergebnis       |
| --- | ----------------- | -------------- | ------------- | --------------- | -------------- |
| 1.  | 3. Juli 2022      | Lüdenscheid    | Sand          | Zhang Zhizhen   | 6:1, 6:2       |
| 2.  | 19. März 2023     | Székesfehérvár | Sand (i)      | Nino Serdarušić | 6:4, 6:3       |
| 3.  | 14. Mai 2023      | Mauthausen     | Sand          | Filip Misolic   | 6:2, 6:75, 6:4 |
| 4.  | 3. September 2023 | Mallorca       | Hartplatz     | Harold Mayot    | 6:2, 4:6, 6:2  |
| 5.  | 11. Januar 2025   | Oeiras         | Hartplatz (i) | Liam Draxl      | 6:1, 6:3       |

#### Finalteilnahmen
| Nr. | Datum            | Turnier   | Belag         | Finalgegner      | Ergebnis  |
| --- | ---------------- | --------- | ------------- | ---------------- | --------- |
| 1.  | 4. November 2024 | Belgrad   | Hartplatz (i) | Denis Shapovalov | 4:6, 4:6  |
| 2.  | 16. Februar 2025 | Marseille | Hartplatz (i) | Ugo Humbert      | 64:7, 4:6 |